# Mira Vlahović
Mira Vlahović (Zaprešić) - hrvatska sopranistica, prvakinja opere Hrvatskog narodnog kazališta u Zagrebu.

## Životopis
Rođena je u Zaprešiću. U Zagrebu je pohađala Srednju muzičku školu Blagoje Bersa u razredu profesorice Višnje Stahuljak-Chytil. Na Muzičkoj akademiji u Zagrebu diplomirala je 1982. u razredu profesora Ive Lhotke-Kalinskog. Usavršavala se na majstorskom tečaju primadone Srebrenke Sene-Jurinac u Grazu. Debitirala je u HNK u Zagrebu ulogom Kraljice noći u Čarobnoj fruli Wolfganga Amadeusa Mozarta. Od 1987. do 1991. angažirana je kao solistica opere u HNK u Splitu. Solistica Opere HNK u Zagrebu je od 1991., a 2008. godine postala je operna prvakinja.

## Uloge u HNK u Zagrebu
- Kraljica noći – Čarobna frula Wolfgang Amadeus Mozart, d. Miro Belamarić, r. Wolfgang Kersten, 29. listopada 1981.;
- Oskar – Krabuljni ples Giuseppea Verdija, d. Miroslav Salopek, r. Petar Šarčević, 2. srpnja 1983.;
- Norina – Don Pasquale Gaetana Donizettija, d. Maksimilijan Cencić, r. Miro Belamarić, 17. veljače 1985.;
- Helmwige – Walküra Richarda Wagnera, d. Miro Belamarić, r. Hans Peter Lehmann, 30. travnja 1987.;
- Musette – La Boheme Giacoma Puccinija, d. Pavle Dešpalj, r. Nenad Turkalj, 13. lipnja 1992.;
- Rosina – Seviljski brijač Gioacchina Rossinija, d. Pavle Dešpalj, r. Ivica Krajač, 8. travanja 1993.;
- Violetta Valery – Traviata Giuseppea Verdija d. Karlo Kraus, r. Vladimir Ruždjak, 4. siječnja 1991.;
- Hanna Glawari – Vesela udovica Franza Lehára, d. Tomislav Uhlik, r. Krunoslav Cigoj, 29. prosinca 1994.;
- Kraljica noći – Čarobna frula Wolfgang Amadeus Mozart, d. Vladimir Kranjčević, r. Georgij Paro, 2. travnja 1996.;
- Teta Henriett – Priče iz Bečke šume, d.i.r. Miro Belamarić, 4. listopada 1997.;
- Konstanze – Otmica iz saraja Wolfganga Amadeusa Mozarta, d. Vladimir Kranjčević, R. Georgij Paro, 20. studenog 1997.;
- Lizinka – Lizinka Ivana pl.Zajca, d. Saša Britvić, r. Pavle Vujačić, 15. veljače 2003.;
- Primadona – Kazališne zgode i nezgode Gaetana Donizettija, d. Berislav Šipuš, r. Caterina Panti Liberovici, 15. srpnja 2003.;
- Vrabac/Slavuj – Fabularium animale Silvija Foretića, d. Silvio Foretić, r. Andreas Bode, 14. ožujka 2007.;
- Gospođa Barilla – Pingvini Zorana Juranića, d. Zoran Juranić, r. Andreas Bode, 14. ožujka 2007.

## Uloge i nastupi izvan HNK u Zagrebu
- HNK u Splitu: Lucia – Lucia di Lammermoor Gaetana Donizettija,
- Gilda – Rigoletto Giuseppea Verdija;
- Princeza Nicoletta – Zaljubljen u tri naranče Sergeja S. Prokofjeva,
- Jela – Bakonja Silvija Bombardellija, Floramy – Mala Floramye Ive Tijardovića,
- Olympia – Hoffmanove priče Jacquesa Offenbacha, d. Loris Voltolini;
- Amor – Krunidba Popeje Claudija Monteverdije, d.Nikša Bareza, r. Peter Leiter;
- Sposa – Carmina Burana Carla Orffa, d. Nikša Bareza,
- Opera SNG Ljubljana: Olympia – Hoffmanove priče Jacquesa Offenbacha, d. Loris Voltolini i ostale uloge iz svog repertoara.

Mira Vlahović ostvarila je brojne koncertne nastupe s orkestrima poput Zagrebačke filharmonije, Simfonijskog orkestra HRT-a, Dubrovačkog simfonijskog orkestra, nastupila u HNK Osijek, Operi SNG Maribor, Varaždinskim baroknim večerima, Dubrovačkim ljetnim igrama, Splitskom ljetu, Muzičkom biennalu Zagreb, Krčkom ljetu, Osorskim glazbenim večerima, Rapskim glazbenim večerima, te gostovala u Sloveniji, Bosni i Hercegovini, Makedoniji, Italiji, Španjolskoj, Njemačkoj, Švicarskoj, SAD, Češkoj, Austriji i Mađarskoj.

## Nagrade
- Nagrada grada Zaprešića, 2000. godine.

## Vanjske poveznice
- Razgovor s Mirom Vlahović u Vjesniku povodom 25. obljetnice umjetničkoga rada (PDF)